# IEC 60601
IEC 60601 시리즈는 국제전기기술위원회에서 발행한 의료용 전기 장비의 안전과 필수 성능을 위한 일련의 기술 표준이다.  1977년에 처음 발간되고 정기적으로 업데이트되고 재구성된 2011년 현재 일반 표준, 약 10개의 보조 규격 및 약 60개의 개별 규격으로 구성되어 있다.

## 기준공통규격
공통 규격 IEC 60601-1 - 의료용 전기 기기 - 1 부 : 기본 안전 및 필수 성능을 위한 일반 요구 사항 - 일련의 표준에 대한 일반적인 요구 사항을 제공한다. 60601은 의료용 전기 장비에 대한 널리 인정된 벤치 마크이며 IEC60601-1 준수는 많은 국가에서 전기 의료 장비의 상용화를 위한 요구 사항이 되었다.  많은 기업들이 대부분의 시장에 대한 요구 사항으로 IEC 60601-1를 준수하고 있다. 이 표준을 지켰다고 해서 의료 기기의 효율성을 보장하지는 않는다. 미국에서는 FDA가 유효성을 입증해야하며 Premarket Approval (PMA) 또는 510 (k) 시판 전 신고서를 통해 기존에 있는 의료기기와의 유사성을 통해 확인한다.
국가 별 요구 사항을 포함하는 일련의 표준에 대한 국가 편차가 존재한다.예 미국 스펙으로는 UL 또는 AAMI를 참조.
유럽 EN 및 캐나다 CSA 버전 표준은 IEC 표준과 동일하다.
이 전기의료기기 공통기준규격의 역사와 각 절/항의 내용은 의료기기 설계에 설명되어 있다.

## 보조규격
전체 의료기기 품목에 공통으로 적용되는 것이 기준 공통규격이고, 일부 몇개의 품목에 공통으로 적용되는 규격을 보조규격으로 묶어놓았다.
표준(Standards)은 IEC 등에서 제정한 표준을 의미하며, 해당 표준이 각 나라에서 법으로 지켜야한다고 하면 그 표준은 규격(Rules)이 된다.
- IEC 60601-1-2 의료용 전기 기기 - 파트 1-2 : 기본 안전 및 필수 성능을 위한 일반 요구 사항 - 보조 표준 : 전자기 방해 - 요구 사항 및 테스트
- IEC 60601-1-3 의료용 전기 기기 - 파트 1-3 : 기본 안전 및 필수 성능을 위한 일반 요구 사항 - 보조 표준 : 진단용 X 선 장비의 방사선 방호
- IEC 60601-1-6 의료용 전기 기기 - 파트 1-6 : 기본 안전 및 필수 성능을 위한 일반 요구 사항 - 보조 표준 : 사용적합성
- IEC 60601-1-8 의료용 전기 기기 - 파트 1-8 : 기본 안전 및 필수 성능을 위한 일반 요구 사항 - 보조 표준 : 의료 전기 장비 및 의료 전기 시스템의 경보 시스템에 대한 일반 요구 사항, 테스트 및 지침
- IEC 60601-1-9 의료용 전기 기기 - 파트 1-9 : 기본 안전 및 필수 성능을 위한 일반 요구 사항 - 보조 표준 : 환경 친화적인 설계 요구 사항
- IEC 60601-1-10 의료용 전기 기기 - 파트 1-10 : 기본 안전 및 필수 성능을 위한 일반 요구 사항 - 보조 표준 : 생리적 폐 루프 컨트롤러 개발 요구 사항
- IEC 60601-1-11 의료용 전기 기기 - 파트 1-11 : 기본 안전 및 필수 성능을 위한 일반 요구 사항 - 보조 표준 : 가정용 의료 환경에서 사용되는 의료용 전기 장비 및 의료 전기 시스템에 대한 요구 사항
- IEC 60601-1-12 의료용 전기 기기 - 파트 1-12 : 기본 안전 및 필수 성능을 위한 일반 요구 사항 - 보조 표준 : 응급 의료 서비스 환경에서 사용하기 위한 의료용 전기 장비 및 의료용 전기 시스템에 대한 요구 사항

## 개별규격
각 품목마다 개별특성의 규격은 개별규격에 규정되어 있다.
- IEC 60601-2-1 의료용 전기 기기 - 파트 2-1 : 1 MeV ~ 50 MeV 범위의 전자 가속기의 기본 안전 및 필수 성능을 위한 특정 요구 사항
- IEC 60601-2-2 의료용 전기 기기 - 파트 2-2 : 고주파 수술 장비 및 고주파 외과 용 액세서리의 기본 안전 및 필수 성능을 위한 특정 요구 사항
- IEC 60601-2-3 의료용 전기 기기 - 파트 2-3 : 단파 치료기의 기본 안전 및 필수 성능을 위한 특정 요구 사항
- IEC 60601-2-4 의료용 전기 기기 - 파트 2-4 : 심장 박동기의 기본 안전 및 필수 성능을 위한 특정 요구 사항
- IEC 60601-2-5 의료용 전기 기기 - 파트 2-5 : 초음파 물리 요법 장비의 기본 안전 및 필수 성능을 위한 특수 요구 사항
- IEC 60601-2-6 의료용 전기 기기 - 파트 2-6 : 마이크로파 치료 장비의 기본 안전 및 필수 성능을 위한 특수 요구 사항
- IEC 60601-2-8 의료용 전기 기기 - 파트 2-8 : 10kV ~ 1MV 범위에서 작동하는 치료 용 X 선 장비의 기본 안전 및 필수 성능을 위한 특정 요구 사항
- IEC 60601-2-10 의료용 전기 기기 - 파트 2-10 : 신경 및 근육 자극기의 기본 안전 및 필수 성능을 위한 특정 요구 사항
- IEC 60601-2-11 의료용 전기 기기 - 파트 2-11 : 감마선 치료 장비의 기본 안전 및 필수 성능을 위한 특정 요구 사항
- IEC 60601-2-16 의료용 전기 기기 - 파트 2-16 : 혈액 투석, 혈액 투석 여과 및 혈액 여과 장비의 기본 안전 및 필수 성능을 위한 특정 요구 사항
- IEC 60601-2-17 의료용 전기 기기 - 파트 2-17 : 자동 제어 된 근접 치료기 후행 장비의 기본 안전성과 필수 성능에 대한 개별 요구 사항
- IEC 60601-2-18 의료용 전기 기기 - 파트 2-18 : 내시경 장비의 기본 안전 및 필수 성능을 위한 특정 요구 사항
- IEC 60601-2-19 의료용 전기 기기 - 파트 2-19 : 유아 보육 기관의 기본 안전 및 필수 성능을 위한 특정 요구 사항
- IEC 60601-2-20 의료용 전기 기기 - 파트 2-20 : 유아용 운반기의 기본 안전 및 필수 성능을 위한 특정 요구 사항
- IEC 60601-2-21 의료용 전기 기기 - 파트 2-21 : 유아용 복사 난로의 기본 안전 및 필수 성능에 대한 특정 요구 사항
- IEC 60601-2-22 의료용 전기 기기 - 파트 2-22 : 외과, 화장품, 치료 및 진단용 레이저 장비의 기본 안전 및 필수 성능을 위한 특정 요구 사항
- IEC 60601-2-23 의료용 전기 기기 - 파트 2-23 : 경피적 부분 압력 모니터링 장비의 기본 안전 및 필수 성능을 위한 특정 요구 사항
- IEC 60601-2-24 의료용 전기 기기 - 파트 2-24 : 주입 펌프 및 컨트롤러의 기본 안전 및 필수 성능을 위한 특정 요구 사항
- IEC 60601-2-25 의료용 전기 기기 - 파트 2-25 : 심전도의 기본 안전 및 필수 성능을 위한 특정 요구 사항
- IEC 60601-2-26 의료용 전기 기기 - 파트 2-26 : 뇌파의 기본적인 안전과 필수 성능을 위한 특정 요구 사항
- IEC 60601-2-27 의료용 전기 기기 - 파트 2-27 : 심전도 모니터링 장비의 기본 안전 및 필수 성능을 위한 특정 요구 사항
- IEC 60601-2-28 의료용 전기 기기 - 파트 2-28 : 의료 진단용 X 선관 어셈블리의 기본 안전 및 필수 성능을 위한 특정 요구 사항
- IEC 60601-2-29 의료용 전기 기기 - 파트 2-29 : 방사선 치료 시뮬레이터의 기본 안전 및 필수 성능을 위한 특정 요구 사항
- IEC 60601-2-30 의료용 전기 기기 - 파트 2-30 : 비침습형 자동 혈압계의 기본 안전 및 필수 성능에 관한 개별 요구사항
- IEC 60601-2-31 의료용 전기 기기 - 파트 2-31 : 내부 전원이있는 외부 심장 페이스 메이커의 기본 안전 및 필수 성능에 대한 특정 요구 사항
- IEC 60601-2-33 의료용 전기 기기 - 파트 2-33 : 의료 진단을 위한 자기 공명 장치의 기본 안전성과 필수 성능을 위한 특수 요구 사항
- IEC 60601-2-34 의료용 전기 기기 - 파트 2-34 : 침입 형 혈압 모니터링 장비의 기본 안전 및 필수 성능을 위한 특정 요구 사항
- IEC 60601-2-36 의료용 전기 기기 - 파트 2-36 : 체외로 유도 된 쇄석술을 위한 장비의 기본 안전 및 필수 성능을 위한 특정 요구 사항
- IEC 60601-2-37 의료용 전기 기기 - 파트 2-37 : 초음파 의료 진단 및 모니터링 장비의 기본 안전 및 필수 성능을 위한 특수 요구 사항
- IEC 60601-2-39 의료용 전기 기기 - 파트 2-39 : 복막 투석 장비의 기본 안전 및 필수 성능을 위한 특정 요구 사항
- IEC 60601-2-40 의료용 전기 기기 - 파트 2-40 : 근전도 및 유발 된 반응 장비의 기본 안전 및 필수 성능을 위한 특정 요구 사항
- IEC 60601-2-41 의료용 전기 기기 - 파트 2-41 : 진단을 위한 수술 등기구 및 등기구의 기본 안전 및 필수 성능을 위한 특정 요구 사항
- IEC 60601-2-43 의료용 전기 기기 - 파트 2-43 : 중재 적 절차를위한 X 선 장비의 기본 안전 및 필수 성능을 위한 특정 요구 사항
- IEC 60601-2-44 의료용 전기 기기 - 파트 2-44 : 컴퓨터 단층 촬영을 위한 X 선 장비의 기본 안전 및 필수 성능을 위한 특수 요구 사항
- IEC 60601-2-45 의료용 전기 기기 - 파트 2-45 : 유방 X 선 촬영 장비 및 유방 확대 사진 장치의 기본 안전 및 필수 성능을 위한 특정 요구 사항
- IEC 60601-2-46 의료용 전기 기기 - 파트 2-46 : 수술대의 기본적인 안전과 필수 성능을 위한 특정 요구 사항
- IEC 60601-2-47 의료용 전기 기기 - 파트 2-47 : 외래 심전도 시스템의 기본 안전 및 필수 성능을 위한 특정 요구 사항
- IEC 60601-2-49 의료용 전기 기기 - 파트 2-49 : 다기능 환자 모니터링 장비의 기본 안전 및 필수 성능을 위한 특정 요구 사항
- IEC 60601-2-50 의료용 전기 기기 - 파트 2-50 : 유아용 광선 요법 장비의 기본 안전 및 필수 성능을 위한 특정 요구 사항
- IEC 60601-2-52 의료용 전기 기기 - 파트 2-52 : 의료용 침대의 기본 안전 및 필수 성능을 위한 특정 요구 사항
- IEC 60601-2-54 의료용 전기 기기 - 파트 2-54 : 방사선 촬영과 방사선 투시를 위한 X 선 장비의 기본 안전 및 필수 성능을 위한 특정 요구 사항
- IEC 60601-2-57 의료용 전기 기기 - 파트 2-57 : 치료, 진단, 모니터링 및 미용 / 미용 용도로 사용되는 비 레이저 광원 장비의 기본 안전 및 필수 성능에 대한 특정 요구 사항
- IEC 60601-2-62 의료용 전기 기기 - 파트 2-62 : 고강도 치료 용 초음파 (HITU) 장비의 기본 안전 및 필수 성능을 위한 특정 요구 사항
- IEC 60601-2-63 의료용 전기 기기 - 파트 2-63 : 치과 용 구강 엑스레이 장비의 기본 안전 및 필수 성능을 위한 특정 요구 사항
- IEC 60601-2-64 의료용 전기 기기 - 파트 2-64 : 광 이온빔 의료용 전기 장비의 기본 안전성과 필수 성능을 위한 특정 요구 사항
- IEC 60601-2-65 의료용 전기 기기 - 파트 2-65 : 치과 용 구강 내 X- 레이 장비의 기본 안전 및 필수 성능을 위한 특정 요구 사항
- IEC 60601-2-66 의료용 전기 기기 - 파트 2-66 : 보청기 및 보청기 시스템의 기본 안전 및 필수 성능을 위한 특정 요구 사항
- IEC 60601-2-68 전기 의료 기기 - 파트 2-68 : 전자 가속기, 광 이온 빔 치료 장비 및 방사성 핵종 요법과 함께 사용하기위한 X 선 기반 영상 유도 방사선 치료 장비의 기본 안전 및 필수 성능을 위한 특정 요구 사항 장비
- IEC 60601-2-75 의료용 전기 기기 - 파트 2-75 : 광 역학 치료 및 광 역학 진단 장비의 기본 안전 및 필수 성능을 위한 특정 요구 사항
- IEC 60601-2-76 : 2018 의료용 전기 기기 - 파트 2-76 : 저에너지 이온화 가스 지혈 장치의 기본 안전 및 필수 성능을 위한 특정 요구 사항
- IEC 60601-2-83 : 2019 의료용 전기 기기 - 파트 2-83 : 가정용 광선 요법 장비의 기본 안전 및 필수 성능을 위한 특정 요구 사항

## 재개정
예를 들어 2007년 7월에 발간 된 의료용 전기 기기 의 환경 친화적 인 설계를 위한 IEC 60601-1-9는 IEC 60601-1의 보조 규격이며 Philips Medical Systems 및 Siemens Medical Solutions에서 광범위한 실제 경험을 토대로 개발되었다.  Part 9 표준은 의료 기기 제조업체에게 제품 라이프 사이클 전반에 걸쳐 기기의 환경 영향을 고려하고 가능하면 최소화하도록 요구한다.  또한 이 표준은 제조업체가 환경에 가장 민감한 방식으로 제품을 사용하는 방법에 대한 정보를 사용자에게 제공 할 것을 요구한다.  유럽 버전 (EN 60601-1 : 2006)은 2009년 9월까지 새로운 IEC 60601-1-9 보조 표준을 준수해야한다.
ANSI / AAMI HA60601-1-11 가정용 제품의 보조 규격 기준에 대한 미국 국가 별 버전의 최근 발표에 따르면 이 표준의 적용은 양로원 환경에는 적용되지 않는다.  미국에서는 간호 시설이 전문적인 의료 서비스를 제공하는 환경으로 간주된다.  이 보조 규격의 미국 버전은 "사용성 엔지니어링 파일을 검사하면 사용성 엔지니어링 프로세스가 사용 지침의 유효성 검사에 필요함을 강조한다"라는 요구 사항에 더 중점을 둔다.  일반적으로 새로운 표준을 사용하도록 규정 된 장치에는 산소 집중 장치, 신체 착용 신경 및 근육 자극기, 침대, 수면 무호흡 모니터 및 집에서 사용하도록 지정된 배터리 충전기가 포함된다.  체외진단(In Vitro) 혈당 측정기와 같은 진단 장치는 집에서 환자가 사용하고 있지만 이 장치는 더 관대한 IEC 61010 시리즈의 관할하에 있으므로 이 표준은 적용되지 않는다.

## 비난
60601 인증 프로세스는 복잡성, 비용 및 발생하는 비즈니스 위험으로 인해 비난을 받아 왔다. 이는 새 개정판의 무기한 채택 일정으로 인해 제3판으로 전환하는 과정에서 특히 우려의 대상이 되었다.
IEC 60601-1:2012 3.1판에는 그 위험관리 요구사항을 126개에서 88개로 완화하였고, 2015년에 나온 IEC 60601-1 TRF(테스트 보고서)의 k 버전에선 그 위험관리 요구사항을 82개로 줄였다.

## 추가 보기
- IEC 표준
- 의료기기 설계 - IEC 60601-1 설명
- 의공학